# Прыжки в воду на чемпионате мира по водным видам спорта 2015

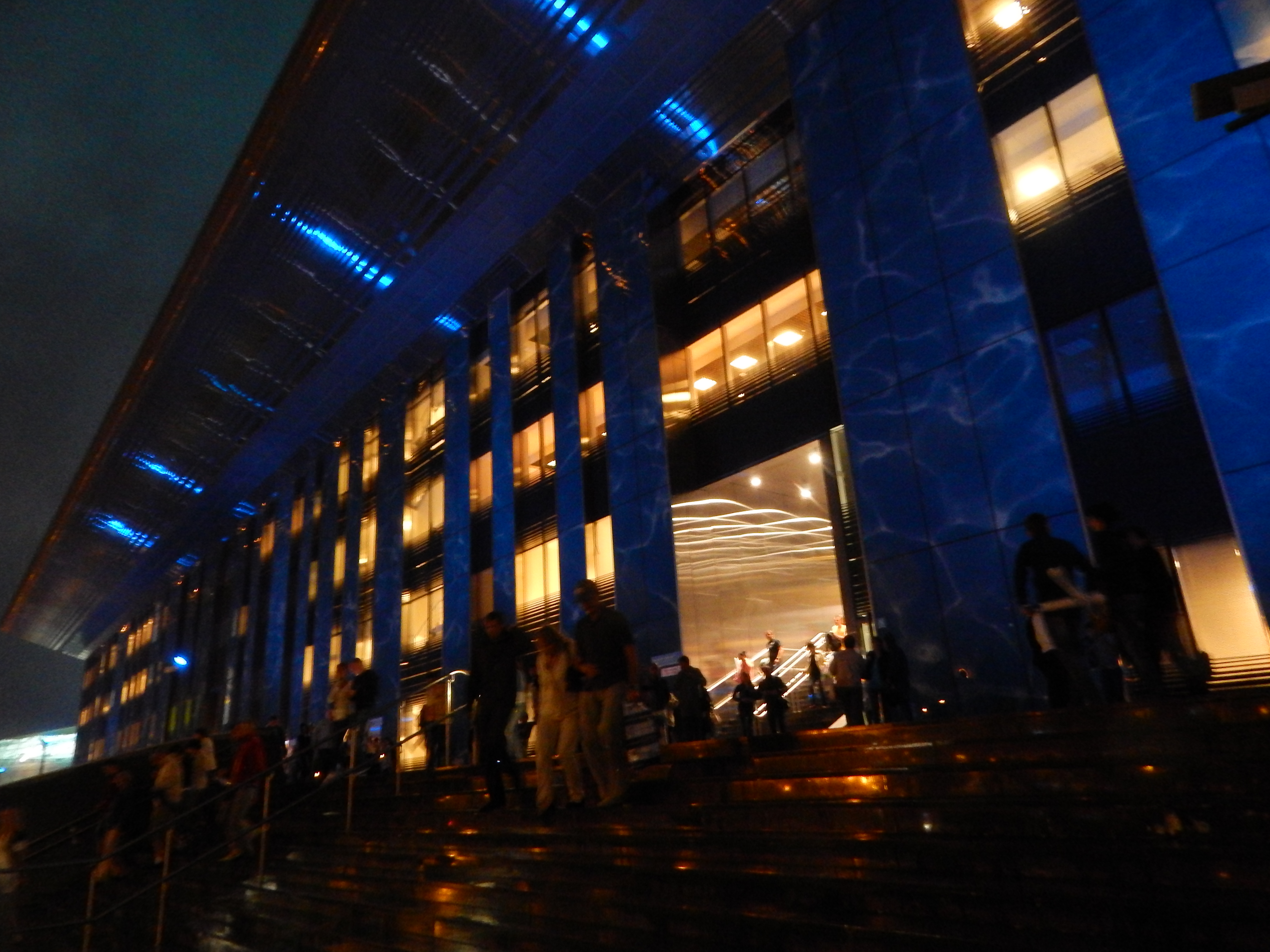
Дворец Водных видов спорта, где проходили соревнования по прыжкам в воду

Соревнования по прыжкам в воду на чемпионате мира 2015 года в Казани прошли с 24 июля по 2 августа. Было разыграно 13 комплектов наград. Впервые в истории чемпионатов мира были разыграны медали в смешанных дисциплинах.
10 золотых медалей выиграли китайские прыгуны, по одному золоту на счету представителей Италии, КНДР и Великобритании. Хозяева соревнований россияне завоевали два серебра и одну бронзу в мужских прыжках.
Соревнования проходили во Дворце водных видов спорта.

## Медалисты

### Мужчины
| Дисциплина                       | Золото                                 | Серебро                                           | Бронза                                             |
| Трамплин 1 м                     | Се Сыи — 485,50 КНР                    | Илья Кваша — 449,05 Украина                       | Майкл Хиксон — 428,30 США                          |
| Трамплин 3 м                     | Хэ Чао — 555,05 КНР                    | Илья Захаров — 547,60 Россия                      | Джек Ло — 528,90 Великобритания                    |
| Вышка 10 м                       | Цю Бо — 587,00 КНР                     | Дэвид Будайя — 560,20 США                         | Том Дейли — 537,95 Великобритания                  |
| Трамплин 3 м — синхронные прыжки | Китай — 471,45 · Цао Юань · Цинь Кай   | Россия — 459,18 · Евгений Кузнецов · Илья Захаров | Великобритания — 445,20 · Джек Ло · Крис Мирс      |
| Вышка 10 м — синхронные прыжки   | Китай — 495,72 · Чэнь Айсэнь · Линь Юэ | Мексика — 448,89 · Иван Гарсия · Херман Санчес    | Россия — 441,33 · Роман Измайлов · Виктор Минибаев |

### Женщины
| Дисциплина                       | Золото                                   | Серебро                                          | Бронза                                          |
| Трамплин 1 м                     | Таня Каньотто — 310,85 Италия            | Ши Тинмао — 309,20 КНР                           | Хэ Цзы — 300,30 КНР                             |
| Трамплин 3 м                     | Ши Тинмао — 383,55 КНР                   | Хэ Цзы — 377,45 КНР                              | Таня Каньотто — 356,15 Италия                   |
| Вышка 10 м                       | Ким Гукхян — 397,05 КНДР                 | Жэнь Цянь — 388.00 КНР                           | Панделела Ринонг — 385.05 Малайзия              |
| Трамплин 3 м — синхронные прыжки | Китай — 351,30 · Ши Тинмао · У Минься    | Канада — 319,47 · Дженнифер Абель · Памела Уор   | Австралия — 304,20 · Саманта Миллс · Эстер Цинь |
| Вышка 10 м — синхронные прыжки   | Китай — 359,52 · Чэнь Жолинь · Лю Хуэйся | Канада — 339,99 · Меган Банфето · Розелин Фильон | КНДР — 325,26 · Сон Нам Хян · Ким Ын Хян        |

### Смешанные командные дисциплины
| Дисциплина                       | Золото                                                    | Серебро                                                   | Бронза                                             |
| Трамплин 3 м, микст              | Китай — 339,90 · Ван Хань · Ян Хао                        | Канада — 317,01 · Дженнифер Абель · Франсуа Имбо-Дюлак    | Италия — 315,30 · Таня Каньотто · Майколь Верцотто |
| Вышка 10 м, микст                | Китай — 350,88 · Сы Яцзе · Тай Сяоху                      | Канада — 309,66 · Меган Банфето · Венсан Рьендо           | Австралия — 308,22 · Мелисса Ву · Доминик Беджгуд  |
| Трамплин 3 м и вышка 10 м, микст | Великобритания — 434,65 · Томас Дейли · Ребекка Гэллантри | Украина — 426,45 · Александр Горшковозов · Юлия Прокопчук | Китай — 425,40 · Се Сыи · Чэнь Жолинь              |

## Медальный зачёт
| Общее количество медалей |                |        |         |        |       |
| Место                    | Страна         | Золото | Серебро | Бронза | Всего |
| 1                        | Китай          | 10     | 3       | 2      | 15    |
| 2                        | Великобритания | 1      | 0       | 3      | 4     |
| 3                        | Италия         | 1      | 0       | 2      | 3     |
| 4                        | КНДР           | 1      | 0       | 1      | 2     |
| 5                        | Канада         | 0      | 4       | 0      | 4     |
| 6                        | Россия         | 0      | 2       | 1      | 3     |
| 7                        | Украина        | 0      | 2       | 0      | 2     |
| 8                        | США            | 0      | 1       | 1      | 2     |
| 9                        | Мексика        | 0      | 1       | 0      | 1     |
| 10                       | Австралия      | 0      | 0       | 2      | 2     |
| 11                       | Малайзия       | 0      | 0       | 1      | 1     |
| Всего                    | Всего          | 13     | 13      | 13     | 39    |

## Расписание
Дано московское время (UTC+3).
| Дата           | Время | Соревнование                                           |
| -------------- | ----- | ------------------------------------------------------ |
| 24 июля 2015   | 15:00 | Трамплин 1 м, мужчины: предварительный раунд           |
| 25 июля 2015   | 10:00 | Трамплин 3 м, синхронные прыжки, женщины: квалификация |
| 25 июля 2015   | 15:00 | Вышка 10 м, микст: финал                               |
| 25 июля 2015   | 19:30 | Трамплин 3 м, синхронные прыжки, женщины: финал        |
| 26 июля 2015   | 10:00 | Вышка 10 м, синхронные прыжки, мужчины: квалификация   |
| 26 июля 2015   | 15:00 | Трамплин 1 м, женщины: предварительный раунд           |
| 26 июля 2015   | 19:30 | Вышка 10 м, синхронные прыжки, мужчины: финал          |
| 27 июля 2015   | 10:00 | Вышка 10 м, синхронные прыжки, женщины: квалификация   |
| 27 июля 2015   | 15:00 | Трамплин 1 м, мужчины: финал                           |
| 27 июля 2015   | 19:30 | Вышка 10 м, синхронные прыжки, женщины: финал          |
| 28 июля 2015   | 10:00 | Трамплин 3 м, синхронные прыжки, мужчины: квалификация |
| 28 июля 2015   | 15:00 | Трамплин 1 м, женщины: финал                           |
| 28 июля 2015   | 19:30 | Трамплин 3 м, синхронные прыжки, мужчины: финал        |
| 29 июля 2015   | 10:00 | Вышка 10 м, женщины: предварительный раунд             |
| 29 июля 2015   | 15:00 | Вышка 10 м, женщины: полуфинал                         |
| 29 июля 2015   | 19:30 | Командные соревнования: финал                          |
| 30 июля 2015   | 10:00 | Трамплин 3 м, мужчины: предварительный раунд           |
| 30 июля 2015   | 15:00 | Трамплин 3 м, мужчины: полуфинал                       |
| 30 июля 2015   | 19:30 | Вышка 10 м, женщины: финал                             |
| 31 июля 2015   | 10:00 | Трамплин 3 м, женщины: предварительный раунд           |
| 31 июля 2015   | 15:00 | Трамплин 3 м, женщины: полуфинал                       |
| 31 июля 2015   | 19:30 | Трамплин 3 м, мужчины: финал                           |
| 1 августа 2015 | 10:00 | Вышка 10 м, мужчины: предварительный раунд             |
| 1 августа 2015 | 15:00 | Вышка 10 м, мужчины: предварительный раунд             |
| 1 августа 2015 | 19:30 | Трамплин 3 м, женщины: финал                           |
| 2 августа 2015 | 10:00 | Трамплин 3 м, микст: финал                             |
| 2 августа 2015 | 15:00 | Вышка 10 м, мужчины: финал                             |